# Circopetes modesta
Circopetes modesta là một loài bướm đêm trong họ Geometridae.